# Campi Salentina
Campi Salentina (Càmpie in dialetto salentino, fino al 1864 chiamata Campi) è un comune italiano di 9 639 abitanti della provincia di Lecce in Puglia.
Sorge nel Salento, in una fertile zona coltivata a vigneti. Dal 1998 si fregia del titolo di città.

## Geografia fisica

### Territorio
Il territorio comunale, confinante con la provincia di Brindisi, è parte della depressione carsica della Valle della Cupa. Il centro urbano sorge in un'ampia conca naturale delimitata dalle serre di Sant'Elia e della Madonna dell'Alto, dalle quali si domina l'area urbana.
Il territorio, quasi interamente antropizzato, è caratterizzato soprattutto da piantagioni di ulivi, vigneti, piante di tabacco e girasoli. Piccole e circoscritte sono le aree boscose di querce vallonee e cespugliose di timo e altre piante selvatiche (finocchio, menta, asparago, cicoria). La vegetazione tipica della macchia mediterranea contraddistingue anche le aree di villeggiatura, nelle quali si incontrano fichi d'India, piante di cappero, salvia, menta, rosmarino, origano, alberi da frutto (fico, gelso, mandorlo), oltre a pini e cipressi.
L'irrigazione dei campi avviene mediante pozzi artesiani che attingono dalla profonde cavità carsiche presenti nel sottosuolo. Il suolo di una tonalità rossastra deriva dalla dissoluzione dei calcari che costituiscono l'ossatura principale del territorio comunale.
Il territorio comunale di Campi Salentina confina a nord con i comuni di Cellino San Marco e Squinzano, a est con il comune di Trepuzzi, a sud con i comuni di Novoli e Veglie, ad ovest con i comuni di Salice Salentino e Guagnano.

### Clima
Dal punto di vista meteorologico Campi Salentina rientra nel territorio del Salento orientale che presenta un clima mediterraneo, con inverni miti ed estati caldo umide. In base alle medie di riferimento, la temperatura media del mese più freddo, gennaio, si attesta attorno ai +9 °C, mentre quella del mese più caldo, agosto, si aggira sui +25,5 °C. Le precipitazioni, frequenti in autunno ed in inverno, si attestano attorno ai 626 mm di pioggia/anno. La primavera e l'estate sono caratterizzate da lunghi periodi di siccità.
Facendo riferimento alla ventosità, i comuni del Salento orientale sono influenzati fortemente dal vento attraverso correnti fredde di origine balcanica, oppure calde di origine africana.
| Campi Salentina            | Mesi | Mesi | Mesi | Mesi | Mesi | Mesi | Mesi | Mesi | Mesi | Mesi | Mesi | Mesi | Stagioni | Stagioni | Stagioni | Stagioni | Anno |
| Campi Salentina            | Gen  | Feb  | Mar  | Apr  | Mag  | Giu  | Lug  | Ago  | Set  | Ott  | Nov  | Dic  | Inv      | Pri      | Est      | Aut      | Anno |
| -------------------------- | ---- | ---- | ---- | ---- | ---- | ---- | ---- | ---- | ---- | ---- | ---- | ---- | -------- | -------- | -------- | -------- | ---- |
| T. max. media (°C)         | 11,1 | 11,9 | 14,9 | 18,9 | 24,1 | 30,0 | 31,1 | 31,9 | 30,7 | 24,2 | 14,4 | 11,7 | 11,6     | 19,3     | 31,0     | 23,1     | 21,2 |
| T. min. media (°C)         | 6,9  | 9,9  | 11,8 | 14,6 | 19,8 | 22,9 | 26,6 | 26,9 | 26,8 | 19,4 | 12,8 | 8,0  | 8,3      | 15,4     | 25,5     | 19,7     | 17,2 |
| Precipitazioni (mm)        | 71   | 60   | 65   | 40   | 33   | 20   | 16   | 22   | 49   | 80   | 97   | 74   | 205      | 138      | 58       | 226      | 627  |
| Umidità relativa media (%) | 78,7 | 78,2 | 77,8 | 77,3 | 76,2 | 72,9 | 70,9 | 72,4 | 76,5 | 79,2 | 80,5 | 80,3 | 79,1     | 77,1     | 72,1     | 78,7     | 76,7 |

- Classificazione climatica di Campi Salentina:[8]
  - Zona climatica: C
  - Gradi giorno: 1119

## Origini del nome
Il nome deriva dal termine greco kampia, che significa "piccoli campi", divenuto poi Campie e quindi Campi. La specifica identifica la zona.

## Storia
La piana di Campi era popolata già nell'età del Bronzo, come attestano i numerosi menhir diffusi in tutto il territorio comunale.
Dopo lo stanziamento nel Salento dei Messapi, popolazione di origine illirica o egeo-anatolica, intorno all'VIII secolo a.C. e con la successiva conquista romana, nel 280 a.C., anche la vasta e rigogliosa area campiota fu abitata e vissuta e questo è testimoniato dai reperti presenti: le testimonianze dell'antico culto di Afrodite, tra IV e III secolo a.C. (prima dell'arrivo dei Romani), sulla serra della Madonna dell'Alto e, a nord-est della città, i resti del sistema viario messapico e romano che collegava i più importanti centri della penisola salentina.
È noto che sulle serre intorno a Campi sorgevano i piccoli borghi di Afra, Bagnara, Firmigliano, Ainoli (Aglioli in alcuni documenti) e Terenzano, che furono invasi e distrutti dai saraceni nel 926. Le origini dell'attuale centro urbano si fanno risalire a questo evento, quando i profughi trovarono le condizioni ideali per la sopravvivenza e la difesa tra le aree boscose della conca.
Nell'XI secolo con la conquista normanna, Campi entrò a far parte della contea di Lecce e nel XII secolo divenne sede della diocesi, dopo che Tancredi d'Altavilla, re di Sicilia, fece dono della città al vescovo di Lecce.
Dopo l'epoca normanna, Campi passò sotto il dominio degli Svevi e nel 1220 l'imperatore Federico II vi fece costruire un castello che scelse come residenza estiva, insieme al notaio Pier della Vigna.
I primi signori di Campi furono i Capece: nel 1272 governava la città Giovanni, cui successe il figlio Pietro.
Nel 1351 Raffaele Maremonti ebbe l'investitura del feudo da parte dei monaci basiliani e nel 1404 la città fu donata a Carlo, divenutone barone e rimase fino al 1522 sotto la guida della famiglia, passando poi al governo di Ferrante I, capostipite della famiglia Paladini e cugino di Giovanna Maremonti, figlia di Bellisario. L'antico castello federiciano, divenuta dimora dei Maremonti, fu interessato da opere di rifacimento in stile tardo-gotico e successivamente da modifiche di gusto rinascimentale.
Questo fu un periodo di grande crescita per la città che con Bellisario raggiunse il massimo sviluppo, soprattutto artistico e culturale, avvenuto in epoca medievale.
Per quasi un secolo Campi rimase sotto la baronia Paladini, fino al governo dei figli di Ferrante II, Muzio e Maria.
Nel 1625 Maria Paladini, unica erede della famiglia e vedova del barone Emilio Guarini, con il quale aveva dato avvio ad un'ulteriore fase di fermento per la città, con l'istituzione di conventi (francescani e carmelitani), l'erezione di varie chiese e i primi interventi di rifacimento architettonico e decorativo della collegiata Santa Maria delle Grazie, sposò Giovanni Enriquez, reggente del supremo consiglio di Madrid nel Regno di Napoli. Sotto la sua dinastia la città venne elevata a Marchesato, con Regio Decreto del 1627 di Filippo IV di Spagna e in questa occasione il castello fu trasformato in palazzo marchesale con architetture esterne e apparati interni di elegante gusto barocco. Fu per volontà di Giovanni (una sua lettera fu inviata il 6 novembre 1628 direttamente a san Giuseppe Calasanzio) che il 24 marzo 1629 venne fondato a Campi il convento degli Scolopi, con l'adiacente biblioteca e vi fu istituita una sede delle Scuole Pie: la prima scuola aperta al popolo in Puglia. Il marchesato Paladini-Enriquez e la seconda fase artistico-culturale di Campi, furono caratterizzate anche da importanti committenze: celebri le richieste di opere, per la collezione di famiglia, a grandi pittori dell'ambito artistico napoletano del tempo tra i quali, Jusepe de Ribera e Agostino Beltrano. Questo periodo storico fu il più fiorente per la città e ne segnò profondamente la storia, conferendole notevole prestigio.
Altri importanti mecenati, nella Campi tra sei e settecento, furono la nobildonna Cecilia Capece Minutolo, moglie di Giovanni II Enriquez e il figlio, cardinale Enrico, che continuarono l'opera culturale e artistica intrapresa dai Maremonti e proseguita con i Paladini, in particolare fornendo di sontuosi apparati la chiesa maggiore e gli istituti religiosi e culturali presenti in città, sostenuti fortemente dai marchesi.
In questo periodo anche altre famiglie nobili della città, Magi, Maddalo, Perrone, Tornatola, contribuirono, al fermento esistente a Campi, con finanziamenti e committenze e la costruzione di nuovi palazzi cittadini e di ville suburbane.
Teresa, unica erede Enriquez, sposò Giovanni Filomarino, ma alla sua morte il marchesato si costituì in Comune ed entrò a far parte del regno borbonico, fino all'arrivo di Garibaldi.
Campi fu sede di una significativa attività antiborbonica e di sostegno a Napoleone Bonaparte, che scatenò, con il ritorno a Napoli di Ferdinando IV di Borbone, una dura politica di repressione da parte della corona. Si rimisero in funzione le antiche forche di via Taranto, nella località ancora oggi detta "Le Furche".
Nel 1788 con un decreto, il re Ferdinando IV stabilì che fossero fissati i prezzi dei cereali e del vino a Campi, dove già dal 1747, sempre per volontà del sovrano, si teneva un'importante fiera dei cereali e del bestiame.
Lo stemma di Campi raffigura un covone, simbolo di quella fertilità e quell'abbondanza di grano che ne hanno fatto "Il granaio di Terra d'Otranto".
La storia medievale e moderna di Campi hanno inciso poi sulla storia degli ultimi decenni nella città, confermando sempre il suo spirito e il suo vigore, nonostante le brutte vicende che l'hanno resa, negli anni ottanta e novanta, una delle "capitali" della Sacra Corona Unita in Puglia.
Da Campi e dal suo fertile humus culturale sono usciti un genio del teatro contemporaneo, Carmelo Bene, che nel 1995 ricevette le chiavi della sua città e Roberto Cappello, uno dei più affermati pianisti italiani in Europa.
Nel settembre del 1998 il presidente della Repubblica, Oscar Luigi Scalfaro, con apposito decreto concesse al comune di Campi Salentina il titolo di Città «…per il ruolo che Campi ha sempre svolto nel corso della storia, per il ruolo che oggi svolge nei confronti del circondario, per la concentrazione di tutti gli uffici e gli enti, per la storia, per la sua cultura.»

### Simboli
Lo stemma e il gonfalone sono stati concessi con decreto del presidente della Repubblica del 21 aprile 1999.
Stemma
Gonfalone

### Onorificenze

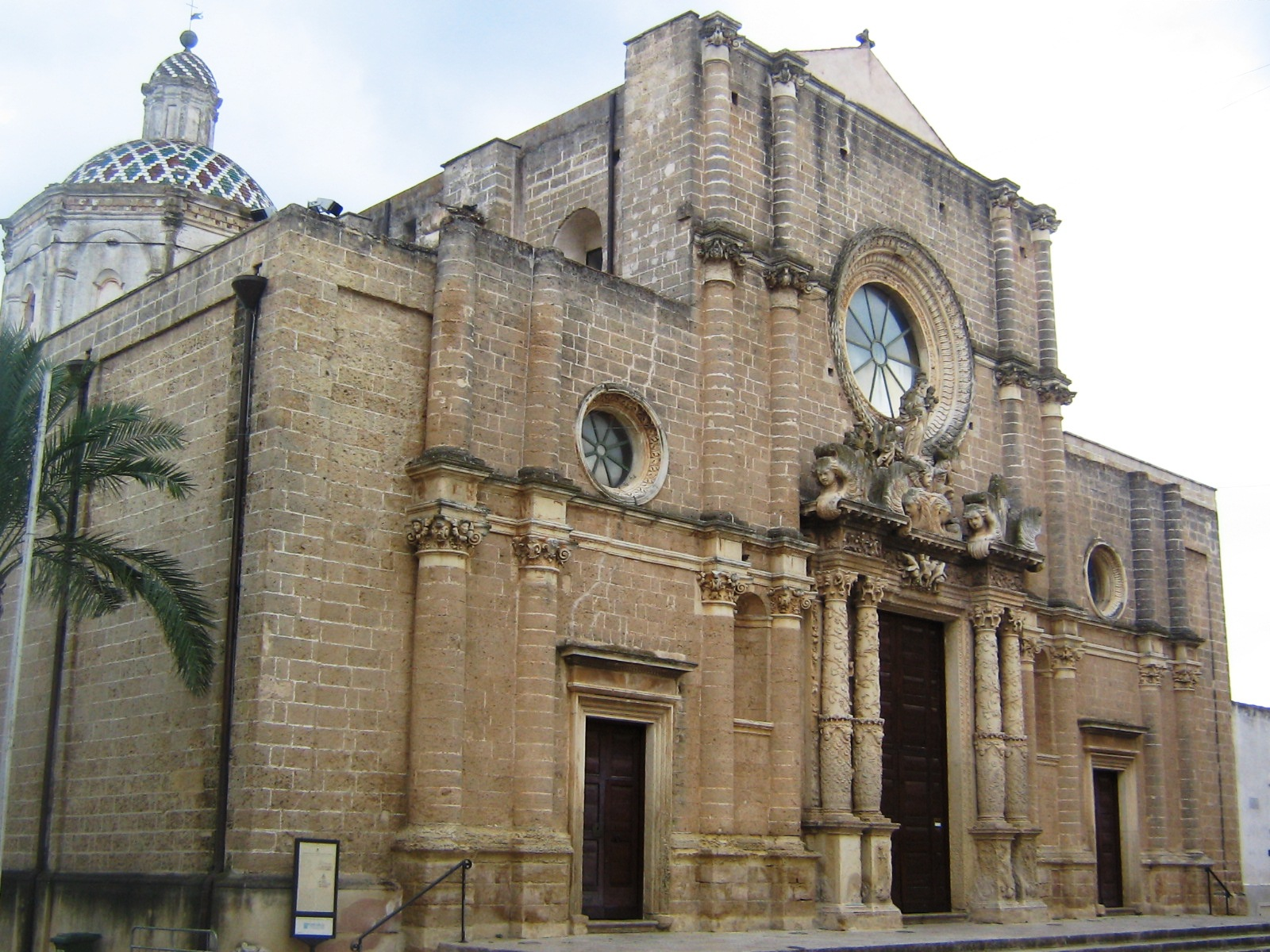
Chiesa Madre

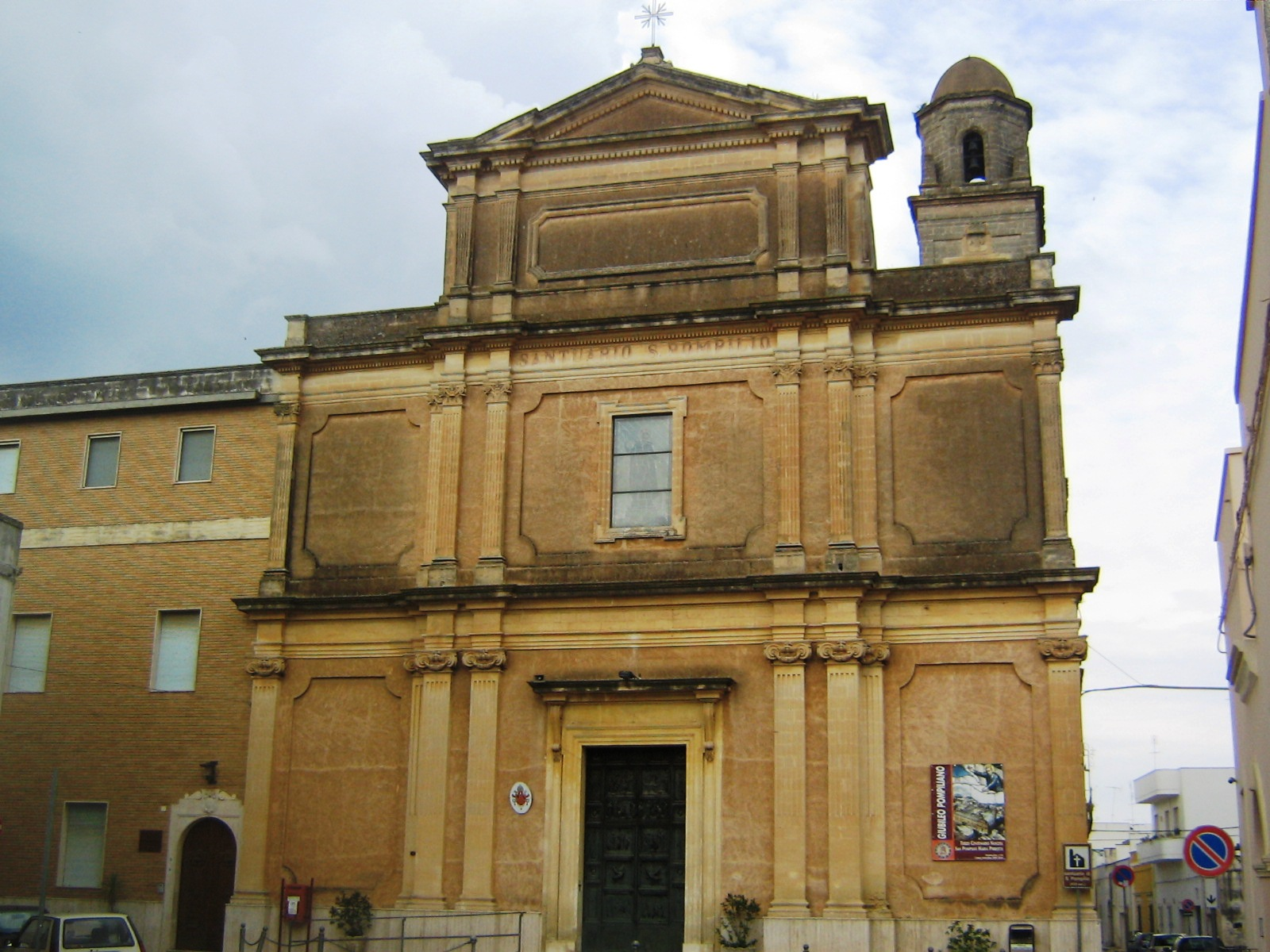
Santuario San Pompilio

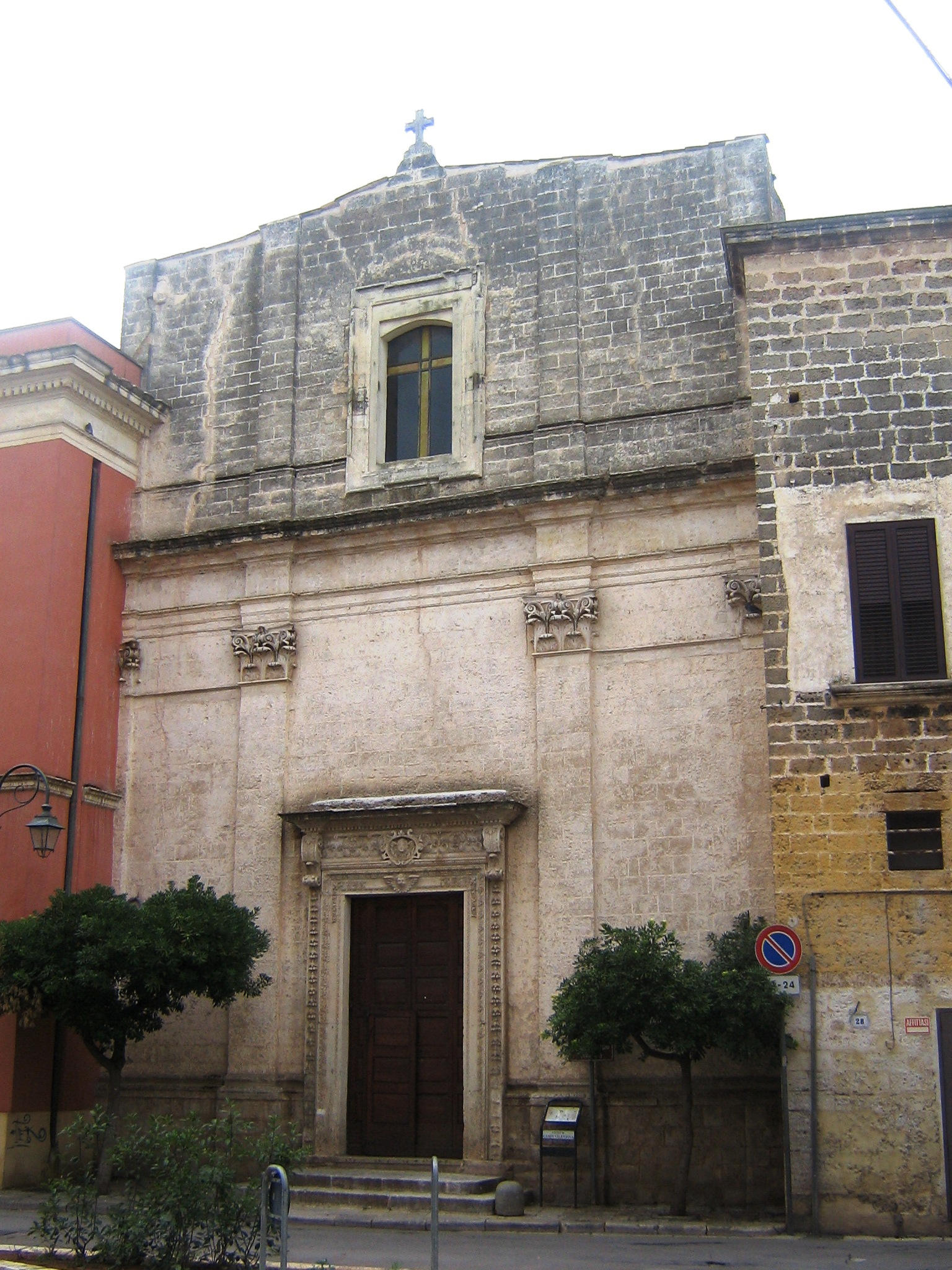
Chiesa San Giuseppe Patriarca

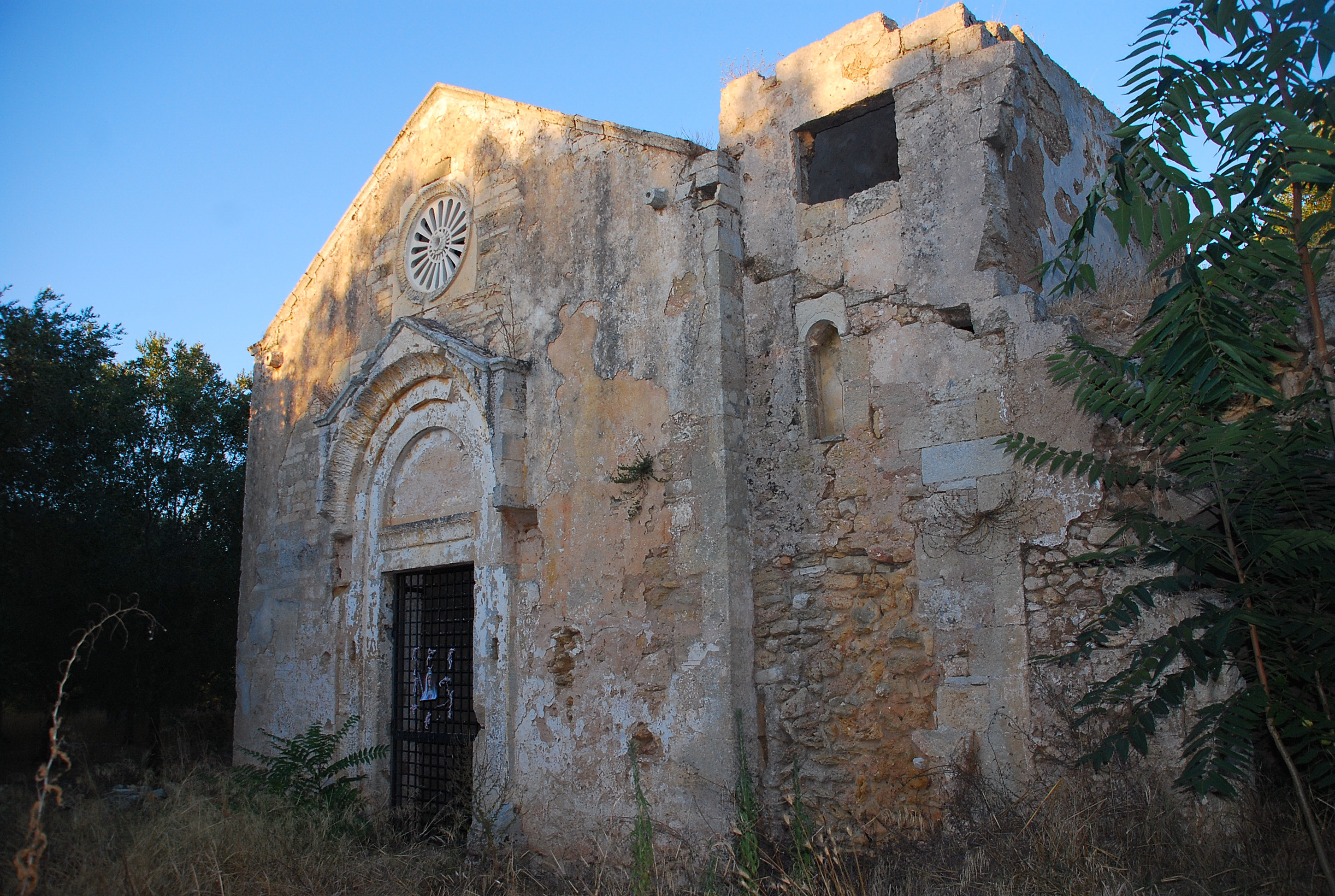
Chiesa della Madonna dell'Alto

## Monumenti e luoghi d'interesse

### Architetture religiose
- Chiesa madre Santa Maria delle Grazie, parrocchiale (XIV-XVIII secolo)[12]
- Santuario di San Pompilio Maria Pirrotti con annesso complesso conventuale dei padri Scolopi (XVII secolo)[13]
- Chiesa di Santa Maria del Carmine o di San Francesco, parte del complesso conventuale dei padri Cappuccini (già dei Carmelitani) (XVI secolo)
- Chiesa di San Giuseppe Patriarca (XV-XVII secolo)
- Chiesa di Sant'Oronzo (XVII secolo)
- Chiesa della Madonna del Bosco (XVI secolo)
- Chiesa della Madonna dell'Alto, chiesa romanica (XII secolo, con rimaneggiamenti nel XVII secolo)
- Chiesa di Santa Maria degli Angeli (XV secolo)
- Chiesa dell'Assunta (XVII secolo)
- Chiesa di Sant'Antonio di Padova (XVII secolo)
- Chiesa di San Leonardo (XVII secolo)
- Chiesa di San Rocco (XVII secolo)
- Chiesa di Santa Filomena[non chiaro] (XVII secolo)
- Chiesa di San Pietro (già XV secolo)
- Chiesa dei Sacri Cuori (XVII secolo)
- Chiesa di San Francesco d'Assisi (XVII secolo)
- Chiesa di Santo Stefano, ora dedicata anche alla compatrona Santa Maria della Mercede (già XVII secolo)
- Edicola votiva "Perrone-Gallelli": affresco della Madonna col Bambino e Angeli (ultimo resto del distrutto palazzo Gallelli, fatto costruire dalla famiglia Perrone nel 1616)
- Chiesa della Madonna del Buon Consiglio (XIX secolo)
- Chiesa di Sant'Antonio di Padova fuori le mura (XIX secolo)
- Chiesa e complesso conventuale delle suore Calasanziane (XX secolo)

### Architetture civili e militari
- Castello Hohenstaufen, poi palazzo baronale Maremonti, ora palazzo marchesale Paladini-Enriquez (già XIII secolo, attuale: XVII secolo)
- Complesso de “L'isola della cultura”: palazzo Leccisi (detto “Casa Calabrese-Prato”) ed ex convento di Sant'Anna (tra XV e XVII secolo)
- Cineteatro Excelsior (XX secolo), attuale oggetto di studi, da parte di un gruppo di tecnici locali, per il suo restauro e recupero funzionale da destinare ad attività teatrali, corali e socio educative.
- Palazzi Bari, Calabrese, Maddalo, Magi, Occhineri, Prato (tra XVII e XVIII secolo)
- Case gentilizie e case a corte del centro storico
- Masserie fortificate: Candido, Pezzuti, Sirsi "grande", Timuerra (tra XV e XVIII secolo)
- ex complesso conventuale di Sant'Elia, grangia basiliana (già XII secolo, attuale: XVI secolo): sito nel territorio del comune di Trepuzzi
- Ville e casine agresti della Valle della Cupa (XVIII e XIX secolo)

#### Masserie
- Masseria Antoglietta
- Masseria Arco
- Masseria Bellaromana
- Masseria Bellisario
- Masseria Candido
- Masseria Caperrone
- Masseria Carritelli
- Masseria Chimienti
- Masseria Chino La Chiara
- Masseria La Macchia

- Masseria Monaci
- Masseria Occhineri
- Masseria Ospedale
- Masseria Pezzuti
- Masseria Polita
- Masseria San Giovanni
- Masseria Santa Croce
- Masseria Sirsi Grande
- Masseria Fortificata Timuerri

### Altro
- Piazza Libertà, recentemente restaurata;
- centro storico con assetto urbano “a vicoli e corti”, risalente ai secoli tra XIII e il XX secolo.

### Siti archeologici
- Menhir "Candido" e "Sperti". Il primo era situato a circa 1,5 km dalla città nell'omonima Masseria. La stele lapidea era costituita da un solido blocco di carparo ed ha un'altezza di 2,15 metri. Il secondo è situato nel giardino della Chiesa di Mamma Bella.
- "Pietra tombale di Millanoa", sacerdotessa di Afrodite, con epigrafe messapica (IV-III secolo a.C.).
- "Testa di Afrodite" di età messapico-romana.
- Tratto di "strada messapico-romana", situato poco fuori città.

### Aree naturali
- Serre di Sant'Elia e della Madonna dell'Alto: lievi alture suburbane con aree di querce vallonee e cripte basiliane scavate nella roccia e vasti campi di ulivi e di vigneti
- Parco del Negroamaro: area vitivinicola consorziata che comprende le campagne di Campi e dei comuni limitrofi
- Valle della Cupa: depressione carsica del Tavoliere di Lecce che interessa anche il territorio della città, che fu scelto dall'aristocrazia, tra XV e XIX secolo, come area ideale per la villeggiatura.

## Società

### Evoluzione demografica
Abitanti censiti

### Etnie e minoranze straniere
Al 31 dicembre 2020 a Campi Salentina risultavano residenti 172 cittadini stranieri. Le nazionalità principali sono:

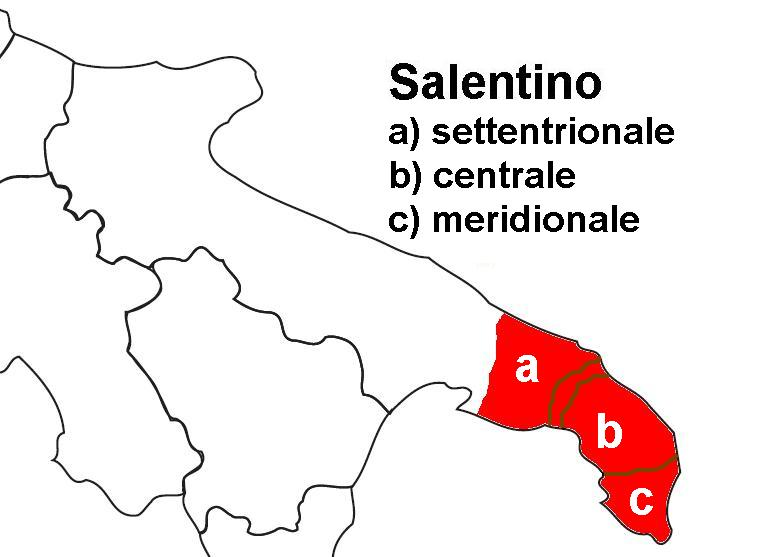
Diffusione del dialetto salentino

- Cina - 23

### Lingue e dialetti
Il dialetto parlato a Campi Salentina è il dialetto salentino nella sua variante centrale che corrisponde al dialetto leccese. Il dialetto salentino si presenta carico di influenze riconducibili alle dominazioni e ai popoli stabilitisi in questi territori che si sono susseguite nei secoli: messapi, greci, romani, bizantini, longobardi, normanni, albanesi, francesi, spagnoli.

### Istituzioni, enti e associazioni
- Ente Fiera di Campi Salentina: organismo istituito per le fiere e le esposizioni, organizza eventi, soprattutto nel mese di ottobre
- Fondazione Città del Libro onlus: istituzione culturale per la diffusione del libro e della lettura, organizza l'omonima Rassegna Nazionale degli Autori e degli Editori

## Cultura

### Biblioteche
- Biblioteca Calasanziana[16]: costituita nel 1633 come supporto per l'attività didattica della scuola fondata cinque anni prima a Campi dai padri Scolopi (la prima scuola popolare gratuita del territorio pugliese), ha sede presso lo stesso convento. Il patrimonio librario include circa ventimila volumi, tredicimila dei quali fanno parte del fondo antico e comprendono manoscritti pergamenacei risalenti al XII e XIII secolo, incunaboli, testi del settecento cinquecentine e secentine. La biblioteca, articolata in una sala di consultazione, un'emeroteca e un deposito, dispone di materiale informatico e multimediale e postazioni internet.

### Ricerca
- Osservatorio ambientale[17]: nato dal consorzio tra Provincia di Lecce, Città di Campi Salentina e IACSA (International Advanced Center for Space Applications) dell'Università di Firenze, monitora l'inquinamento, l'atmosfera e lo spazio circumterrestre.

### Scuole
- Istituto Tecnico Commerciale. "Alessandro Volta"
- Ente di formazione professionale "Calasanzio", fondato dai padri Scolopi[18]
- Comprensivo “Teresa Sarti” (scuole dell'infanzia, primaria e secondaria di primo grado statale)

### Impianti sportivi
- Palazzetto dello Sport, Via Novoli
- Campo Sportivo Comunale "Roberto Trevisi", Via Squinzano

### Musei
- Museo Pompiliano: situato presso il complesso conventuale dei padri Scolopi, comprende la cella, in cui visse san Pompilio Maria Pirrotti, e la collezione, che conserva cimeli appartenuti al santo e opere d'arte dal XVIII al XXI secolo che lo ricordano, ex voto, reliquiari e arredi liturgici del tesoro della chiesa dello Spirito Santo.
- Quadreria e tesoro di Santa Maria delle Grazie: dipinti e arredi, tra XII e XIX secolo, conservati nella chiesa collegiata.

### Eventi
- Festa del Santissimo Crocifisso (prima domenica di maggio)
- Festa di San Pompilio (14-15 luglio)
- Festa del patrono Sant'Oronzo (31 agosto-1º settembre)
- Festa della compatrona Santa Maria della Mercede (terza domenica di ottobre, sabato precedente e lunedì seguente)
- Fiera della Madonna della Mercede (terza domenica di ottobre e lunedì seguente, edizione n° 228 nel 2025)
- Processioni della tradizione: venerdì Santo (doppia fino al 2000), Corpus Domini e doppio trasporto della Madonna della Mercede
- Festeggiamenti religiosi "minori": San Biagio, San Francesco d'Assisi, San Pio da Pietrelcina, Sant'Antonio di Padova, Santa Lucia, Santa Rita, Madonna del Carmelo, Madonna del Buon Consiglio, Madonna Assunta, Madonna del Bosco e San Sebastiano

#### Città del libro
Dal 1995 Campi è sede della rassegna nazionale degli autori e degli editori Città del libro, una fiera libraria che conta circa 160 000 visitatori seconda solo alla Fiera del Libro di Torino..
Oltre all'esposizione di editori italiani grandi e medi, il programma prevede incontri con gli scrittori, dibattiti e tavole rotonde di argomento letterario, storico, filosofico e scientifico e presentazioni-spettacolo. Numerosi sono anche gli eventi collaterali, che includono laboratori, mostre e installazioni, proiezioni e workshop, spettacoli teatrali e musicali, incontri informali con gli autori tra stand e caffè letterari. Si tengono anche attività ludico-letterarie rivolte ai bambini.
Sede della rassegna, che si tiene a novembre, è il polo fieristico di Campi, ma molti eventi si svolgono in sedi decentrate nel centro storico della cittadina.

#### Altri eventi
- Mostra mercato della nautica e delle attrezzature da pesca (marzo)
- Festa "de la Pummeta", rassegna di aquiloni nel cielo della campagna campiota (1º maggio)
- Campi in Fiore, rassegna di addobbi floreali nel centro storico (maggio-giugno)
- Campi Estate Sport, eventi sportivi al parco comunale (luglio-agosto)
- Campi Film Festival, rassegna di cinematografia a tema (agosto)
- CampiEstate, rassegna di spettacoli, concerti ed incontri in tutta la città (agosto-settembre)
- Nuova Fiera Sposi, salone espositivo dedicato interamente al giorno del matrimonio (ottobre)
- “Degustando… Tra le terre del Negroamaro”, percorso eno-gastronomico tra le stradine nel centro storico (ottobre)
- Artigianarte, salone dell'artigianato locale (ottobre)
- mostra dell'antiquariato (ottobre)
- Campi in Moto di Ieri, mostra scambio di moto d'epoca (ottobre)
- Exposapori, rassegna nazionale di enogastronomia turistica dei Comuni d'Italia (dicembre)

## Economia
Campi Salentina ha sempre svolto nel corso dei secoli un ruolo strategico e centrale per le attività mercantili ed economiche di tutta l'area a nord di Lecce, sulla direttrice per Napoli.
L'agricoltura continua ad essere una voce importante dell'economia campiota, con la produzione di vini tipici come il Negroamaro e il Malvasia, dell'olio d'oliva e degli ortaggi da parte di aziende generalmente di piccole dimensioni.
Altri importanti settori dell'economia della città sono l'artigianato e la piccola e media impresa: numerose le botteghe che ancora oggi realizzano manufatti in terracotta, ferro battuto, legno, pietra leccese, ricami e passamanerie; importante è la presenza di imprese edili, attive anche nelle opere pubbliche. Recentemente si è sviluppato in modo particolare il settore della moda: sono presenti in città laboratori specializzati nella produzione di capi d'abbigliamento e calzature. Rilevante è il numero delle aziende metalmeccaniche per la produzione di infissi e serramenti.
Negli ultimi anni lo sviluppo del terziario è stato significativo. Da sempre polo fieristico del Salento, Campi, dal 2005 ha un grande centro espositivo, un contenitore per meeting, fiere, rassegne e spettacoli.
La città ospita l'ospedale pubblico "San Pio da Pietrelcina", l'RSA "San Raffaele", la sede distaccata del Tribunale di Lecce, la caserma e la compagnia dei Carabinieri, la sede distaccata dei Vigili del Fuoco, l'ASL, l'INPS, l'Ufficio Circoscrizionale del Lavoro e l'Ispettorato di zona.

## Infrastrutture e trasporti

### Strade
I collegamenti stradali principali sono rappresentati da:
- Strada statale 694 Tangenziale Ovest di Lecce uscita per Taranto;
- Strada statale 7 ter Salentina.

Il centro è anche raggiungibile dalle strade provinciali interne: SP4 Campi Salentina-Squinzano, SP4 Campi Salentina-Novoli, SP101 Campi Salentina-Cellino San Marco, SP102 Campi Salentina-San Donaci, SP103 Campi Salentina-Carmiano, SP230 Campi Salentina-Trepuzzi.

### Ferrovie

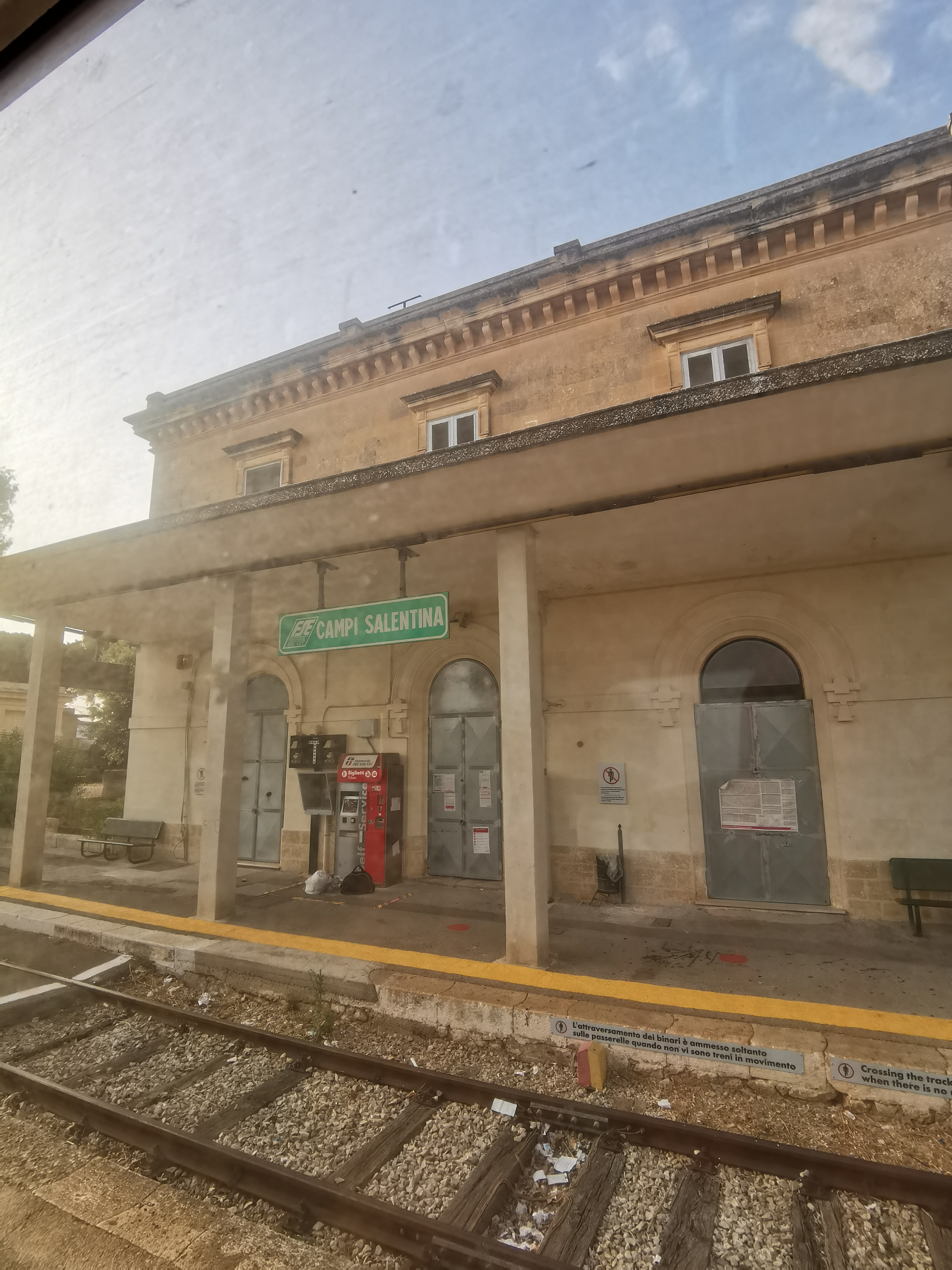
Stazione ferroviaria

La città è servita da una stazione ferroviaria posta sulla linea Martina Franca-Lecce delle Ferrovie del Sud Est.

## Amministrazione
Di seguito è presentata una tabella relativa alle amministrazioni che si sono succedute in questo comune.
| Periodo          | Periodo          | Primo cittadino        | Partito                            | Carica              | Note   |
| ---------------- | ---------------- | ---------------------- | ---------------------------------- | ------------------- | ------ |
| 14 luglio 1988   | 30 aprile 1991   | Nicola Quarta          | Democrazia Cristiana               | Sindaco             | [ 21 ] |
| 27 giugno 1991   | 16 novembre 1992 | Pasquale Guerrieri     | Democrazia Cristiana               | Sindaco             | [ 21 ] |
| 16 novembre 1992 | 22 giugno 1993   | Gilberto Selleri       | Democrazia Cristiana               | Sindaco             | [ 21 ] |
| 22 giugno 1993   | 6 ottobre 1994   | Egidio Zacheo          | Partito Democratico della Sinistra | Sindaco             | [ 21 ] |
| 6 ottobre 1994   | 24 aprile 1995   | Beniamino Margiotta    |                                    | Comm. pref.         | [ 21 ] |
| 24 aprile 1995   | 14 giugno 1999   | Egidio Zacheo          | Partito Democratico della Sinistra | Sindaco             | [ 21 ] |
| 14 giugno 1999   | 13 febbraio 2001 | Egidio Zacheo          | Democratici di Sinistra            | Sindaco             | [ 21 ] |
| 14 febbraio 2001 | 14 maggio 2001   | Vincenzo Calignano     |                                    | Comm. pref.         | [ 21 ] |
| 16 maggio 2001   | 23 febbraio 2004 | Pompilio Massimo Como  | lista civica                       | Sindaco             | [ 21 ] |
| 23 febbraio 2004 | 15 giugno 2004   | Umberto Guidato        |                                    | Comm. straordinario | [ 21 ] |
| 15 giugno 2004   | 8 giugno 2009    | Pompilio Massimo Como  | lista civica                       | Sindaco             | [ 21 ] |
| 8 giugno 2009    | 27 maggio 2014   | Roberto Palasciano     | lista civica                       | Sindaco             | [ 21 ] |
| 27 maggio 2014   | 19 giugno 2018   | Egidio Zacheo          | lista civica                       | Sindaco             | [ 21 ] |
| 20 giugno 2018   | 27 maggio 2019   | Beatrice Agata Mariano |                                    | Comm. straordinario | [ 21 ] |
| 28 maggio 2019   | in carica        | Alfredo Fina           | lista civica                       | Sindaco             | [ 21 ] |

## Sport

### Calcio
La società U.S.D. Brilla Campi disputerà il Campionato di Promozione Pugliese 23 anni dopo l'ultima apparizione di una squadra di Campi Salentina nel secondo Campionato Regionale per importanza (dopo l'Eccellenza) e dopo solo 4 anni dalla sua fondazione, in ricordo di Gabriele Brillantina.
La società Memory Campi ASD gioca in prima categoria e il suo terreno di gioco è il Campo Sportivo Comunale "Roberto Trevisi".

### Rugby
Il rugby è stato rappresentato da diverse compagini tra cui la Sport&Solidarietà e la Svicat Rugby Campi che ha militato per due stagioni in Serie B. Oggi il Campo Sportivo Comunale "Roberto Trevisi" è saltuariamente utilizzato dal Salento Rugby di Aradeo che raggruppa una rappresentanza cittadina. Da sempre molto sentito il derby con il Trepuzzi Rugby.